# Бодуэн V (граф Фландрии)
Бодуэ́н V (также Бодуэн Благочестивый или Балдуин V; фр. Baudouin V de Flandres; 1012/1013, Аррас — 1 сентября 1067, Лилль) — граф Фландрии с 1035 года из Фландрского дома.

## Биография

### Правление
В XI веке правитель Фландрии был вассалом короля Франции и только небольшая часть его владений, включавшая Валансьен, принадлежала Священной Римской империи. Впоследствии, под управлением графа Бодуэна V, сына графа Бодуэна IV Фландрского и Огивы Люксембургской, дочери графа Мозельгау Фридриха Люксембургского, оказались также графство Эно и территория между Шельдой и Дандром. В своё правление Бодуэн имел власть, эквивалентную власти независимого государя, оказывая значительное влияние на политические дела стран Западной Европы.
В 1028 году состоялся брак Бодуэна V с Аделой Французской, дочерью короля Франции Роберта II. После этого Бодуэн поднял восстание против отца, Бодуэна IV, спровоцированное королём Робертом, встав во главе недовольных баронов. Бодуэн IV был даже изгнан из графства и вынужден искать убежище в Нормандии. С мощной поддержкой своего покровителя, герцога Роберта II Нормандского, он быстро возвратил себе престол графов Фландрии и окончательно подавил восстание. После смерти отца Бодуэн V стал одним из самых могущественных вассалов короля Франции.
Граф Голландии Тьерри IV оспаривал у графов Фландрии земли Зеландии. В ответ Бодуэн V вторгся во Фризию, и вышел победителем из этого конфликта, сохранив Зеландию в составе своего графства. В качестве союзника герцога Нижней Лотарингии Готфрида I Бородатого Бодуэн принял участие в длившейся с 1046 по 1056 год войне против императора Священной Римской империи Генриха III. Вначале войны он потерял город Валансьен, перешедший к графу Эно Герману.
Вместе с Тьерри IV Голландским Бодуэн V захватил замок в Генте Энам, а с Годфридом I Лотарингским он даже приступил к осаде Неймегена, где был убит правитель Эльзаса Адальберт. Однако Бодуэн был вынужден прекратить военные действия против армии императора. Позднее, оставшись без поддержки союзников, Бодуэн уже один продолжил войну. Он подчинил Льеж и Тюин, а также разрушил Юи. В ответ Генрих III ввёл войска во Фландрию. Болдуин оказал им сопротивление в Арке, где, согласно легенде, он прорыл за три ночи широкий канал (в настоящее время канал Нюфосс, располагающийся до Базе). Этот канал в конечном счёте оказался ненужным, так как Генрих III при поддержке бывшего кастеляна Камбре Жана де Бетюна пересёк и опустошил владения графа Фландрии. В июне 1054 года он осаждал Турне, а в 1055 году уже Бодуэн V напал на Антверпен, защищая графа Мозельгау Фредерика Люксембургского.
Смерть в следующем году императора Генриха III положила конец конфликту. Бодуэн был даже сделан в 1056 году представителем империи в Кёльне. Посредством проведения мирных переговоров в Андернахе с 1056 по 1059 год он получил Энаме (графство Алост), замок в Генте, Ваасланде, Куотр-Метье и пять островов Зеландии.
Когда Герман д’Эно умер в 1051 году, Бодуэн V женил своего сына Бодуэна VI на вдове Германа Рихильде. После этого графство Эно объединилось с графством Фландрия. Также Бодуэну достался Турне. Епископ Камбре Литберт отлучил новобрачных от церкви, обвинив их в близком родстве, но папа римский Лев IX через несколько лет снял отлучение. После смерти Генриха III этот брак также был признан и матерью императора Генриха IV, Агнесой де Пуатье, управлявшей империей в малолетство сына.

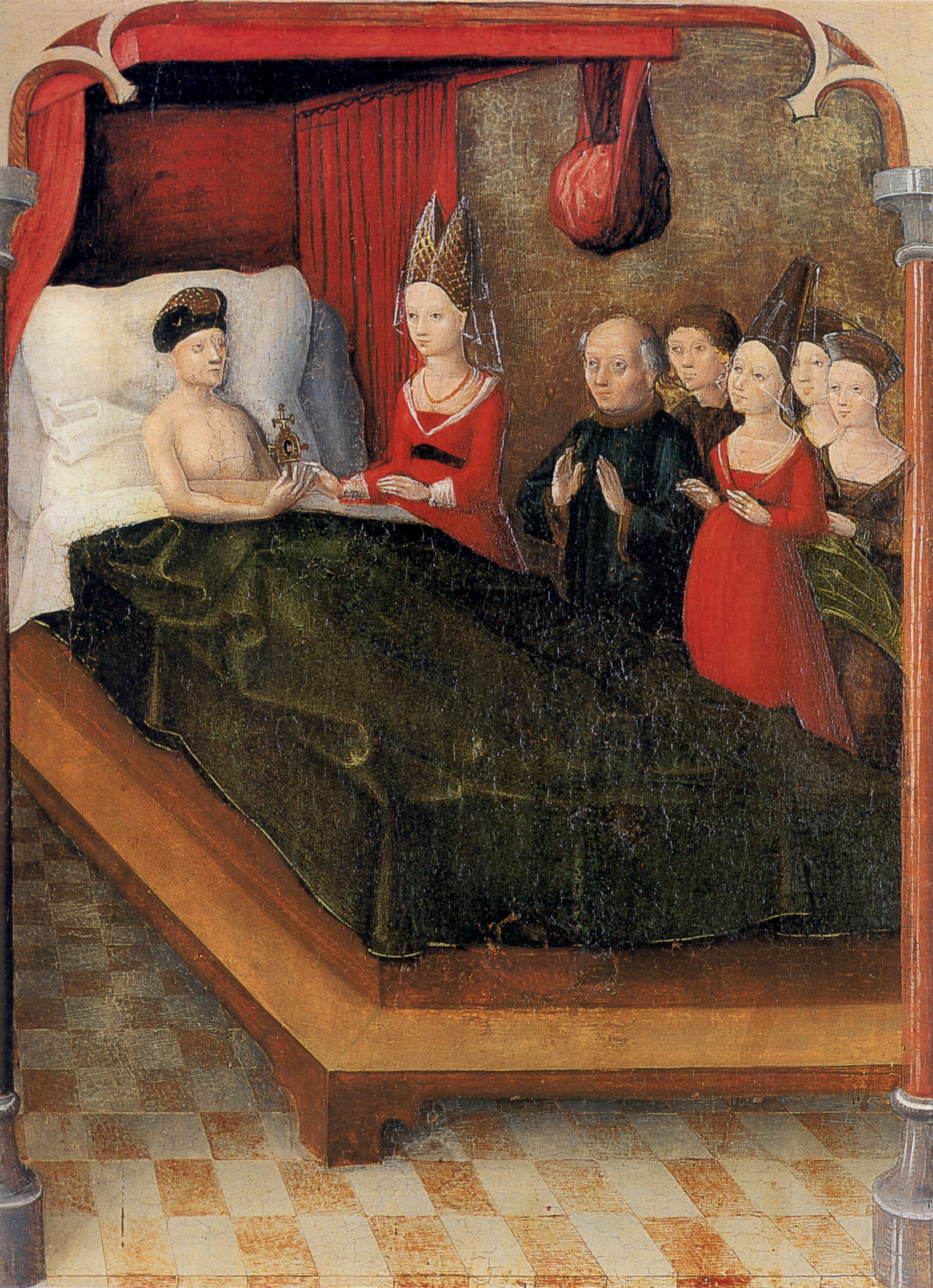
Смерть Бодуэна V

С 1060 по 1067 год Бодуэн V был соправителем Анны Ярославны. Та управляли королевством как регент до совершеннолетия её сына, короля Франции Филиппа I, двоюродного брата Бодуэна. Этим граф Фландрии приобрел сильное влияние в общеевропейской политике.
Бодуэн V умер 1 сентября 1067 года и был похоронен в церкви Святого Петра в Лилле. Его вдова Адела Французская приняла монашеский постриг в монастыре в Мезене, где и скончалась в 1079 году .

### Семья
Жена (с 1028 года, Амьен): Адель Французская (1009—5 июня 1063), дочь короля Франции Роберта II и Констанции Арльской. Дети от этого брака:
- Бодуэн VI (1030—17 июля 1070) — граф Фландрии с 1067 года
- Матильда Фландрская (около 1031—2 ноября 1083): муж — Вильгельм I Завоеватель, герцог Нормандии и король Англии
- Роберт I Фризский (1035—13 октября 1093) — граф Фландрии[2] с 1071 года.